# عبد الحفيظ القاسمي
عبد الحفيظ بن بلقاسم بن محمد القاسمي الهاملي فقيه ومدرس ومصلح جزائري.

## حياته
الشيخ عبد الحفيظ بن بلقاسم بن محمد بن أخ الشيخ محمد بن أبي القاسم مؤسس زاوية الهامل قرب مدينة بوسعادة ووالدته هي عائشة بنت عبد المؤمن أحد قضاة مليانة، ولد عام 1330 هـ/ 1912 م بقرية الهامل وكان والده قد تولى المشيخة بالزاوية منذ سنة 1918م وحتى سنة 1928م، وفي وسط أجواء الزواية العلمية تدرج الشيخ عبد الحفيظ في طلب العلم ابتداءا من حفظ القرآن الكريم وحتى إتقان الفنون العقلية والنقلية، وكان مقربا من الشيخ بن عزوز القاسمي وربما ناب عنه في التدريس عند غيابه، وأجيز من طرف الكثيرين.

### نشاط الإصلاحي والثوري
كان رئيسا لجماعة أولاد نايل (كجمعية علمية ثقافية) التي لعبت دورا كبيرا في إصلاح ذات البين، والتكفل بمشاكل ومصالح القبائل الرحل منهم بالخصوص، وكانت العملية نواة لاستقرار البدو، وكان عضوا فاعلا في حزب نجم شمال إفريقيا، ثم في حزب الشعب، كما أدار مع أحد إخوته وهو عبد القادر بن أبي القاسم الذي أسس جريدة الرشاد سنة 1938م وأدارها بمعونة الشيخ عبد الحفيظ حتى قيام الحرب العالمية الثانية. وكان نائبا في البرلمان منذ 1951م ماجعله يتررد على العاصمة ويحتك بجمعية العلماء المسلمين الجزائريين التي كان عيد القادر القاسمي السابق الذكر من بين مؤسسيها سنة 1931م. وبعد قيام الثورة وجد الشيخ عبد الحفيظ نفسه مستهدفا من فرنسا وعملائها فتوجّه رفقة عائلته في خريف عام 1959م إلى حاسي بحبح ثم عين وسارة فعين بوسيف ثم إلى البيرين، التي وجد فيها الأمن وحسن الاستقبال، فا ختارها دار إقامة ونشاط علمي بعد أن فتح فيها مدرسة «النجاح»، وشرع في تدريس الفقه على المذ هب المالكي، وقواعد اللغة العربية.

### نشاطه الثقافي
إلى جانب التدريس في الفنون الشرعية والأدبية كان يكتب كذلك في الجرائد المحلية كجريدة «المحافظة» التي أصبحت فيما بعد جريدة «الروح» وكذا جريدة «الرشاد» وانتظم مع جمعية السنة، وكان يلم بالأدبيات الشعبية والأمثال والألغاز والحكم وله كراسات جمع فيها مايزيد على 12 ألف بيت من الشعر الملحون، وجملة من أشعاره الخاصة جمعت فيما بعد في ديوان: «شذى الياسمين في ماقيل في القاسميين».

## وفاته
كان الشيخ عائدا من مدينة الجلفة، لحضور حفل مقام في المسجد العتيق بالبيرين بمناسبة إحياء ليالي رمضان، والحفل مبرمج من طرف الشيخ نفسه، ضمن سلسلة من المحاضرات والدروس، وكان مدعوا كذلك لتناول الفطور عند شيخه «بن عزوز القاسمي» بعين وسارة، ترافقه زوجته، وكانت مريضة، وعلى الطريق الوطني رقم واحد في مكان يدعي «بوسدراية» قرب عين وسارة اصطدمت سيارته بشاحنة متوقفة على حافة الطريق في وضعية غير قانونية فمات هو وزوجته السيدة «رابعة» ونجا السائق، كان ذلك على الساعة الخامسة والنصف مساء من يوم الإثنين 14 رمضان 1390 هـ/الموافق لـ: 24 نوفمبر 1969م. وبات في المسجد العتيق بعين وسارة جثة هامدة مع زوجته، وهب الجميع لالقاء نظرة الوداع عليه، ودفن في الهامل، في موكب جنائزي مهيب.